# Klarów
Klarów – kolonia w Polsce położona w województwie lubelskim, w powiecie łęczyńskim, w gminie Milejów.
W latach 1975–1998 miejscowość administracyjnie należała do ówczesnego województwa lubelskiego.
Kolonia stanowi sołectwo w gminie Milejów. Według Narodowego Spisu Powszechnego z roku 2011 kolonia liczyła 256 mieszkańców
W Klarowie mieści się Mogiła Powstańców Styczniowych z 1863 roku. 

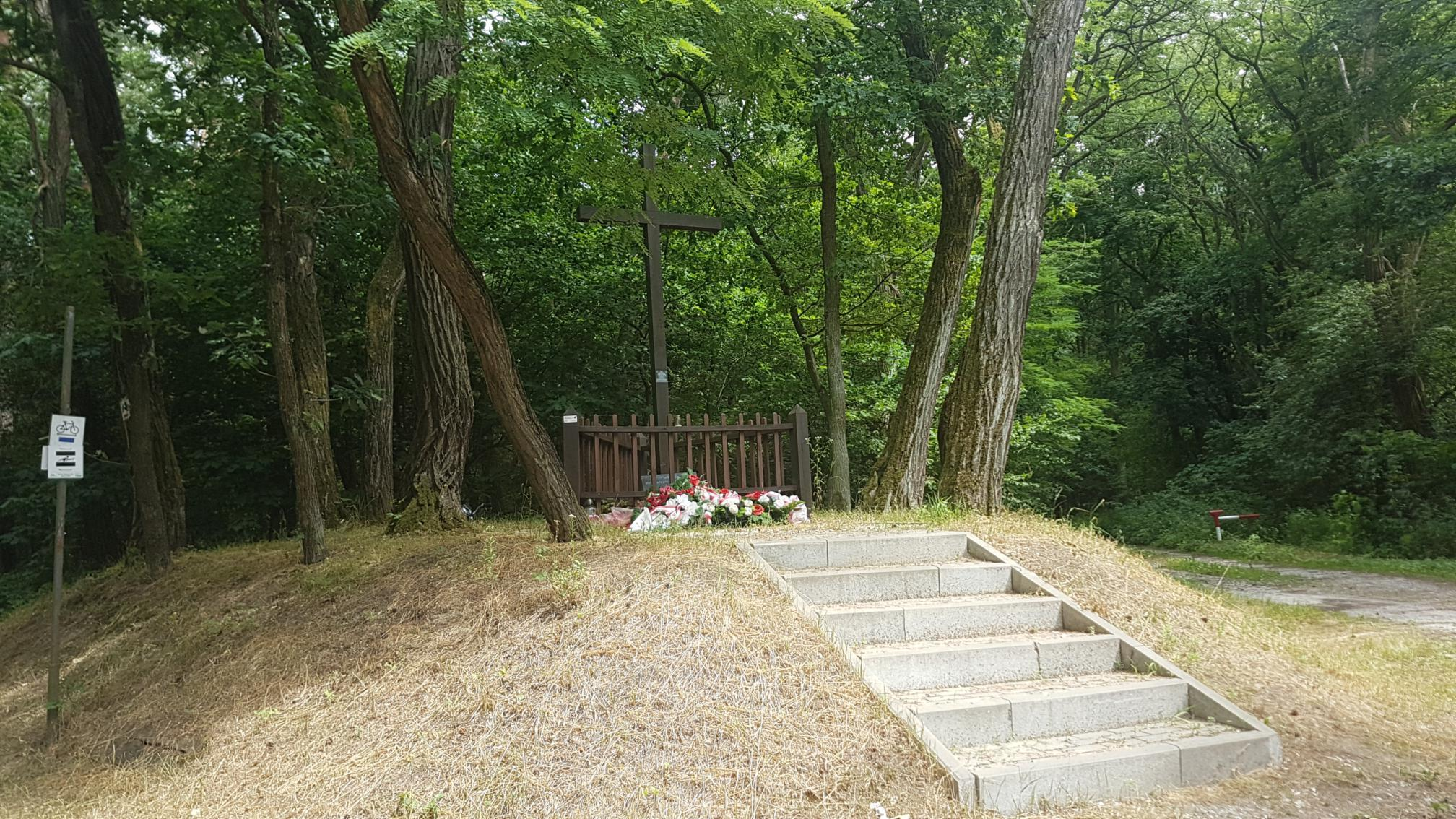
Mogiła Powstańców Styczniowych z 1863 roku